# Charidiplosis triangularis
Charidiplosis triangularis är en tvåvingeart som först beskrevs av Ephraim Porter Felt 1908.  Charidiplosis triangularis ingår i släktet Charidiplosis och familjen gallmyggor.
Artens utbredningsområde är New York. Inga underarter finns listade i Catalogue of Life.